# Lista di arcipelaghi
Questa è una lista di arcipelaghi, organizzata in base a oceani e mari di appartenenza e quindi disposti in ordine alfabetico. 
I gruppi di isole che fanno parte di arcipelaghi sono rientrati.

## Oceano Atlantico

### Lungo le coste europee
- Arcipelago delle Berlengas
- Isole britanniche
  - Isole del Canale
    - Chausey

  - Isole Ebridi
  - Isole Orcadi
  - Isole Scilly
  - Isole Shetland
- Fær Øer
- Isole Lofoten
- Vesterålen
- Vestmannaeyjar

### Mar Baltico
- Isole Åland
- Arcipelago del golfo di Botnia
- Arcipelago dello Kvarken
- Arcipelago occidentale estone
- Arcipelago orientale svedese
  - Arcipelago di Östergötland
  - Arcipelago di Öregrund
  - Arcipelago di Stoccolma
  - Arcipelago di Småland
- Saaristomeri
- Arcipelago di Turku

### Mare del Nord
- Isole Frisone
  - Isole Frisone Occidentali
  - Isole Frisone Orientali
  - Isole Frisone Settentrionali
- Arcipelago di Göteborg

### Mar Mediterraneo
- Isole Baleari
- Isole maltesi (Calipsee)
- Arcipelago Campano
  - Isole Flegree
- Isole Egadi
- Isole egee
  - Cicladi
  - Sporadi Settentrionali
  - Sporadi Meridionali
  - Sporadi Orientali
  - Isole Saroniche
- Isole Elafiti
- Isole Eolie
- Isole Incoronate
- Isole Ionie
- Arcipelago di La Maddalena
- Arcipelago del Sulcis
- Isole Pelagie
- Isole Ponziane
- Arcipelago toscano
- Isole Tremiti
- Isole della Laguna di Venezia

### Macaronesia
- Azzorre
- Isole Canarie
- Capo Verde
  - Ilhas do Barlavento
  - Ilhas do Sotavento
- Madera
- Isole Selvagge

### Lungo le coste dell'Africa
- Isole Bijagos
- Isole Canarie
- São Tomé e Príncipe
- Tristan da Cunha

### Lungo le coste delle Americhe
- Bahamas
- Bermuda
- Isole Falkland
- Fernando de Noronha
- Georgia del Sud
  - Clerke Rocks
  - Isole Pickersgill
  - Shag Rocks
  - Isole Willis
- Isole della Maddalena
- Arcipelago di Mingan
- Outer Lands
- Saint-Pierre e Miquelon
- Arcipelago di San Pietro e San Paolo
- Isole Sandwich Australi
  - Isole Candlemas
  - Isole Traversay
- Arcipelago di Sept-Îles
- Terra del Fuoco
- Isole Tusket

### Mare Caraibico e Golfo del Messico
- Antille
  - Grandi Antille
    - Arcipelago di Camagüey
    - Isole Cayman
    - Arcipelago di Los Canarreos
    - Arcipelago di Los Jardines de la Reina

  - Piccole Antille
    - Isole Sopravento Settentrionali
      - Isole Vergini

    - Isole Sopravento Meridionali
      - Grenadine

    - Isole Sottovento (Antille)
      - Isole ABC (Caraibi olandesi)
      - Arcipelago di Las Aves
      - Los Frailes
      - Los Hermanos
      - Arcipelago di Los Monjes
      - Los Roques
      - Los Testigos
- Islas de la Bahía
- Arcipelago di Bocas del Toro
- Cayos Miskitos
- Chandeleur Islands
- Florida Keys
- Arcipelago di San Andrés, Providencia e Santa Catalina
- Arcipelago di San Bernardo
- Isole di San Blas
- Turks e Caicos
- Isole Turneffe

## Oceano Indiano
- Abdul104
- Andamane
  - Isole Coco
  - Arcipelago di Ritchie
- Gruppo della Baia di Phang Nga
- Isole Boronga
- Isole Chagos
- Isole Cocos (Keeling)
- Comore
- Isole Crozet
- Isole Donmanick
- Isole Giuba
- Isole Kerguelen
- Gruppo di Ko Tarutao
  - Arcipelago Adang
  - Arcipelago Tarutao
- Khuriya Muriya
- Langkawi
- Laccadive
  - Isole Amindivi
  - Isole Laccadive
- Arcipelago di Lamu
- Isole Lanta
- Maldive
- Isole Mascarene
- Isole Mentawai
- Arcipelago di Mergui
- Isole Moscos
- Nicobare
- Isole Phi Phi
- Isole del Principe Edoardo
- Isole Rabnabad
- Cargados Carajos
- Seychelles
  - Isole Esterne
    - Gruppo di Aldabra
      - Isole Cosmoledo

    - Isole Alphonse
    - Amirantes
    - Gruppo Farquhar

  - Isole Interne
- Isole Similan
- Socotra
- Isole Surin
- The World
- Arcipelago di Zanzibar

### Canale del Mozambico
- Isole Barren
- Bassas da India
- Arcipelago di Bazaruto
- Comore
- Isole Gloriose
- Arcipelago delle Primeiras e Segundas
- Quirimbas

### Mar Rosso
- Isole Dahlak
- Isole Farasan
- Isole Hanish
- Isole Howakil
- Arcipelago di Hurghada
- Arcipelago di Suakin
- Isole Zubair

## Oceano Pacifico
- Isole Aleutine
  - Isole Andreanof
    - Isole Delarof

  - Isole del Commodoro
  - Isole Fox
    - Isole Krenitzin
    - Isole Baby

  - Isole Four Mountains
  - Isole Near
    - Isole Semichi

  - Isole Rat

### Mare di Bering
- Isole Diomede
- Isole Kudobin
- Isole Pribilof
- Isole Punuk
- Isole Seal
- Isole Walrus

### Lungo le coste delle Americhe
- Arcipelago Alessandro
- Arcipelago di Calbuco
- Channel Islands
- Arcipelago di Chiloé
  - Grupo Quenac
  - Grupo Chaulinec
  - Isole Chauques
  - Islas Desertores
- Isole Desventuradas
- Galápagos
- Isole Gulf
- Haida Gwaii (Isole Regina Carlotta)
- Isole Juan Fernández
- Isole Marías
- Arcipelago Patagonico
  - Arcipelago Campana
  - Arcipelago dei Chonos
    - Arcipelago Guaitecas

  - Isole Diego Ramírez
  - Arcipelago Guayaneco
  - Arcipelago di Hanover
  - Arcipelago Madre de Dios
  - Arcipelago Regina Adelaide
  - Terra del Fuoco
    - Isole Hermite
    - Isole Ildefonso
    - Isole Wollaston

  - Arcipelago Wellington
- Arcipelago delle Perle
- Isole Revillagigedo
- San Juan Islands

### Lungo le coste dell'Asia
- Isole Changshan
- Arcipelago coreano
- Isole Curili
  - Nord-Curili (Kita-chishima)
  - Sud-Curili (Minami-chishima)
    - Khabomai
- Isole del Giappone
  - Isole Daitō
  - Isole Izu
  - Isole Kasaoka
  - Isole Ogasawara (Isole Bonin)
  - Ryūkyū
    - Okinawa
      - Isole Kerama

    - Isole Sakishima
      - Isole Miyako
      - Isole Yaeyama

  - Isole Satsunan
    - Isole Amami
    - Isole Ōsumi
    - Isole Tokara

  - Isole Senkaku (Diaoyu)
  - Isole Shiwaku
- Arcipelago malese
  - Filippine
    - Gruppo di Luzon
      - Isole Babuyan
      - Isole Bacuit
      - Isole Batan
      - Gruppo di Bicol
        - Isole Balagbag
        - Isole Calagua
        - Isole Lamit
        - Isole Malarad
        - Isole Palompon
        - Isole Quinalasag
        - Isole Tanao
        - Isolotti Cimarron

      - Isole Calamian
      - Gruppo di Catanduanes
        - Isole Palumbanes
        - Isolotti Jumbit

      - Arcipelago Cuyo
      - Isole Dos Hermanos
      - Gruppo di Masbate
      - Gruppo di Mindoro
        - Isole Lubang

      - Gruppo di Palawan
        - Isole San Miguel

      - Gruppo di Romblon
      - Hundred Islands
      - Isole Polillo

    - Gruppo di Mindanao
      - Isole Dinagat
      - Isole Siargao
      - Isole Sulu
        - Isole Cagayan de Sulu
        - Isole Dasaan (Isole Tamban)
        - Isole Jolo
        - Isole Kinapusan
        - Isole Laparan
        - Isole Pangutaran
        - Isole Pilas
        - Isole Samales
        - Isole Sarangani
        - Isole Tapiantana
        - Isole Tapul
        - Isole Tawi-Tawi
          - Isole Tijitiji

        - Turtle Islands

    - Gruppo di Visayas
      - Isole Camotes
      - Isole Canahauan
      - Isole Gigantes
      - Isole Libucan
      - Isole Naranjo
      - Isole Semirara
      - Isole Zapato

  - Molucche
    - Isole Aru
    - Isole Babar
    - Isole Bacan
    - Isole Banda
    - Isole Barat Daya
    - Isole Goraici
    - Isole Gorong
    - Isole Kai
    - Isole Kayoa
    - Isole Leti
    - Isole Lucipara
    - Isole Obi
    - Isole Penyu
    - Isole Sula
    - Isole Tanimbar
    - Isole Tayandu
    - Isole Tobelo
    - Isole Watubela
    - Isole Widi

  - Isole della Sonda
    - Grandi Isole della Sonda
      - Isole Banyak
      - Isole Batu
      - Isole Mentawai

    - Piccole Isole della Sonda
      - Piccole Isole della Sonda settentrionali
        - Arcipelago di Alor
        - Arcipelago di Solor

      - Piccole Isole della Sonda meridionali
        - Isole Sawu
- Isole Miaodao
- Isole Shicheng
- Arcipelago di Zhoushan

#### Mare di Ochotsk
- Isole Chagemif
- Isole Jam
- Isole Šantar

#### Mar del Giappone
- Arcipelago dell'imperatrice Eugenia
- Arcipelago Rimskij-Korsakov
- Isole di Verchovskij

#### Stretto di Formosa
- Arcipelago di Nanpeng
- Isole Penghu

#### Mar Cinese Meridionale
- Isole Anambas
- Arcipelago Ang Thong
- Isole Badas
- Arcipelago di Bai Tu Long
- Bangka-Belitung
- Isole Bà Lụa
- Isole Chumphon
- Isole Cô Tô
- Côn Đảo
- Isole della baia di Ha Long
- Isole Hà Tiên
- Isole Karimata
- Gruppo di Ko Chang
- Arcipelago di Koh Rong
- Isole Lingga
- Isole Natuna
- Isole Paracelso
- Isole Pratas
- Isole Riau
- Isole Spratly
- Isole Tambelan
- Isole Thổ Chu
- Arcipelago di Wanshan

#### Mar di Giava
- Kangean
- Isole Karimunjawa
- Isole Laut Kecil
- Isole Masalembu
- Mille isole

#### Mar di Banda e Mare di Flores
- Isole Sabalana
- Isole Selayar
  - Isole Takabonerate
- Isole Tengah

#### Mare di Celebes e Stretto di Makasar
- Isole Balabalagan
- Isole Derawan
- Isole Pabbiring
- Isole Sangihe

#### Mare delle Molucche e Mar di Banda
- Isole Banggai
  - Isole Bowokan
- Isole Salabangka
- Isole Talaud
- Isole Togian
- Isole Tukangbesi

### Oceania

#### Australia
- Grande barriera corallina
- Houtman Abrolhos
- Isole Ashmore e Cartier
- Arcipelago Bonaparte
- Isole Bromby
- Arcipelago del Bucaniere
- The English Company's Islands
- Crocodile Islands
- Isole Cunningham
- Dampier Archipelago
- Eclipse Islands
- Flinders Group
- Isole Furneaux
- Goulburn Islands
- Isola Grande (Groote Eylandt)
- Governor Islands
- Institut Islands
- Investigator Group
- Isole Kingsmill
- Lacepede Islands
- Arcipelago Recherche
- Isole del Mar dei Coralli
- Isole Montebello
- Isole Montesquieu
- Isole Muiron
- Northumberland Islands
- Nuyts Archipelago
- Osborn Islands
- Rowley Shoals
- Isole Sir Edward Pellew
- Sir George Hope Islands
- Sir Graham Moore Island
- Sir Joseph Banks Group
- Isole dello Stretto di Torres
- Isole Tiwi
- Vernon Islands
- Isole Wellesley
  - Isole South Wellesley
- Isole Wessel
- Isole Whitsunday

#### Melanesia
- Isole Asia
- Isole Ayu
- Arcipelago di Bismarck
  - Isole dell'Ammiragliato
    - Isole Purdy

  - Isole del Duca di York
  - Isole Feni
  - Isole Lihir
  - Isole Mussau
  - Isole Nuguria
  - Isole Occidentali
    - Ninigo
    - Isole Kaniet
    - Isole Hermit

  - Isole Schouten
  - Isole Tabar
  - Isole Tanga
  - Isole di Vitu
- Isole di D'Entrecasteaux
- Isole Figi
  - Isole Kadavu
  - Isole Lau
  - Isole Lomaiviti
  - Isole Mamanuca
  - Isole Moala
  - Isole Ringgold
  - Gruppo di Rotuma
  - Gruppo di Vanua Levu
  - Gruppo di Viti Levu
  - Isole Yasawa
- Arcipelago Luisiade
  - Catena delle Calvados
  - Isole Arch
  - Isole Bonvouloir
  - Isole Brumer
  - Isole Daloloia
  - Isole Deboyne
  - Isole Renard
- Isole Raja Ampat
  - Isole Fam
  - Isole Boo
  - Isole Nusela
  - Isole Segaf
- Isole Salomone
  - Isole Carteret
  - Isole Florida
  - Isole Green
  - Indispensable Reefs
  - Isole Nukumanu
  - Isole della Nuova Georgia
  - Isole Russell
  - Isole Shortland
  - Isole Takuu
  - Isole Treasury
- Isole Santa Cruz
  - Isole Duff
  - Isole Reef
  - Isole Vanikoro
- Isole Schouten
- Isole Trobriand
- Nuova Caledonia
  - Isole Chesterfield
  - Isole della Lealtà
- Vanuatu

#### Micronesia
- Isole Caroline
  - Isole Caroline Orientali
  - Palau
  - Isole Yap
- Isole delle Kiribati
  - Isole della Fenice
  - Isole Gilbert
  - Sporadi Equatoriali
- Isole Marianne
  - Guam
  - Isole Marianne Settentrionali
- Isole Marshall
- Ralik
- Isole Ratak

#### Polinesia
- Isole Cook
  - Isole Cook meridionali
  - Isole Cook settentrionali
- Hawaii
  - Isole Hawaii nordoccidentali
    - French Frigate Shoals
    - Atollo di Midway

  - Isole Hawaii sudorientali
- Isole Kermadec
- Isole della Nuova Zelanda
  - Isole degli Antipodi
  - Isole Auckland
  - Isole Bounty
  - Isole Campbell
  - Isole Chatham
  - Isole Snares
  - Isole Three Kings
- Isole Pitcairn
- Isole Samoa
  - Samoa Americane
  - Samoa Occidentali
- Tonga
- Polinesia francese
  - Isole Australi
  - Isole Gambier
  - Isole Marchesi
  - Isole della Società
    - Isole Sottovento
    - Isole del Vento

  - Isole Tuamotu
- Tokelau
- Tuvalu
- Wallis e Futuna
  - Isole Wallis
  - Isole Futuna (Isole Hoorn)

## Mar Glaciale Artico
- Arcipelago artico canadese
  - Isole Astronomical Society
  - Isole Belcher
    - Isole Bakers Dozen
    - Isole King George
    - Isole Sleeper

  - Isole Barry
  - Isole Berens
  - Isole Beverly
  - Isole Button
  - Isole Clarence
  - Isole Chapman
  - Isole Cockburn
  - Isole Couper
  - Isole Drum
  - Arcipelago del Duca di York
  - Isole Eider
  - Isole Gyrfalcon
  - Isole Harrison
  - Isole Hopewell
  - Isole Jameson
  - Isole Kaigosuit
  - Isole Kaigosuiyat
  - Isole Knight
  - Isole Lavoie
  - Isole Lawford
  - Isole Low
  - Isole Lower Savage
  - Isole Lemieux
  - Isole Middle Savage
  - Isole Nastapoka
  - Isole Nordenskiold
  - Isole Ottawa
  - Isole Porden
  - Isole Regina Elisabetta
    - Isole Parry
      - Isole Berkeley
      - Isole Findlay

    - Isole Sverdrup

  - Isole Richardson
  - Isole Royal Geographical Society
  - Isole Salikuit
  - Isole di Sir Graham Moore
  - Isole Spicer
  - Isole Tennent
  - Isole Wilmot
- Arcipelago di Upernavik
- Svalbard
- Novaja Zemlja
  - Arcipelago Petuchovskij
  - Isole Gorbovy
  - Isole Južnye Gorbovy
  - Isole Južnye Krestovye
- Severnaja Zemlja
  - Arcipelago di Sedov
  - Isole di Dem'jan Bednyj
  - Isole Krasnoflotskie
- Terra di Francesco Giuseppe
  - Belaja Zemlja
  - Isole di Bisernye
  - Isole di Borisjak
  - Isole del Komsomol
  - Isole Oktjabrjata
  - Terra di Zichy

### Mare di Barents
- Isole di Ajnov
- Isole Jokangskie
- Sette isole

### Mare dei Ciukci
- Isole Serych Gusej

### Mare di Kara
- Isole di Baklund
- Isole di Fearnley
- Isole di Heiberg
- Isole dell'Istituto Artico
- Isole Izvestija CIK
- Isole Kamennye
- Isole di Kaminskij
- Isole di Kruzenštern
- Isole Labirintovye
- Isole Ledjanye
- Isolotti di Minin
  - Isole di Kjellman
  - Isole Plavnikovye
- Isole di Mjačin
- Isole di Mohn
- Arcipelago di Nordenskiöld
  - Isole di Cywolka
  - Isole di Litke
  - Isole di Pachtusov
  - Isole di Vil'kickij (Arcipelago di Nordenskiöld)
  - Isole Vostočnye
- Isole di Scott-Hansen
- Isole di Sergej Kirov
- Isole di Tillo
- Isole di Voronin

### Mare di Laptev
- Isole del delta della Lena
- Isole di Dunaj
- Isole Faddej
- Isole del Golfo della Jana
  - Isole Šelonskie
- Isole del Golfo dell'Olenëk
- Isole Komsomol'skaja Pravda
- Isole della Nuova Siberia
  - Isole di Ljachov
  - Isole Anžu
  - Isole De Long
- Isole di San Pietro
- Isole di Vil'kickij (Mare di Laptev)

### Mare della Siberia orientale
- Isole Kolesovskie
- Isole Medvež'i
- Isole Routan

## Oceano Antartico
- Arcipelago Pointe-Géologie
- Arcipelago di Joinville
- Arcipelago Marshall
- Arcipelago di Palmer
  - Isole Melchior
- Arcipelago di Ross
  - Isole Dellbridge
- Isole Balleny
- Isole Berthelot
- Isole Biscoe
- Isole Burkett
- Isole Debenham
- Isole Donovan
- Isole Dumoulin
- Isole Flat
- Isole Flatvaer
- Isole Fletcher
- Isole Frazier
- Isole Heard e McDonald
- Isole Orcadi Meridionali
  - Isole Larsen
  - Isole Inaccessibili
- Isole Possession
- Isole Rauer
- Isole Shetland Meridionali
  - Isole Aitcho
  - Isole Dunbar
  - Isole Gibbs
  - Isole Onogur
  - Isolotti Čiprovci
- Isole Swain
- Isole Windmill